# 阿蓮 (大字)
阿蓮，原寫為阿嗹，是臺灣高雄市阿蓮區的一個傳統地域名稱，也是全區行政中心所在地，位於該區中部至北部偏東。相較於今日行政區，其範圍大致包括阿蓮里、南蓮里、清蓮里、和蓮里、港後里東部中北段、青旗里南部中西段及東南端、峯山里北部中央凸出部分。

## 歷史
台灣日治初期，阿蓮地區為一（舊制）街庄，稱為「阿嗹庄」，隸屬於嘉祥外里。該庄西邊北段及北邊西段與石案潭庄為鄰，北邊中至東段及東邊北邊隔二層行溪（今二仁溪）與布袋尾庄、龜洞庄、狗氳氤庄為界，東南邊及南邊東至中段為崗山營庄，南邊西段及西邊南段為崙仔頂庄。
1901年（日治明治三十四年）11月，全台設置二十廳，該庄隸屬於鳳山廳。1903年（明治三十六年）6月，該庄編入「阿嗹區」，隸屬於鳳山廳。1909年（明治四十二年）10月，合併二十廳為十二廳，阿嗹區改隸屬於臺南廳。1920年（大正九年），廢十二廳改設五州二廳，該庄改制並更改用字為「阿蓮」大字，隸屬於高雄州岡山郡阿蓮庄（新制街庄）。
戰後阿蓮庄改制為阿蓮鄉，隸屬於高雄縣，大字亦改制為村。1950年高、屏分治，阿蓮鄉仍隸屬於高雄縣。2010年12月25日，因高雄縣市合併為新直轄市高雄市，阿蓮鄉改制為阿蓮區，村亦改制為里。

## 聚落
本地區發展較早的聚落有阿嗹、後藔等，在日治期初期的官方地圖上已有記載。

## 交通
省道台19甲線是鹽水區鹽水至梓官區赤崁的幹道，經過本地區阿蓮聚落。由該道路北行可前往關廟區、新化區、新市區、善化區等地，南行可前往岡山區、梓官區等地。
省道台28線是湖內區湖內橋至茂林（實際終點為六龜區大津）的幹道，經過本地區阿蓮聚落。由該道路西行可前往路竹區北部暨國道1號路竹交流道、湖內區，並止於省道台17線轉角暨台17甲線終點路口；東行可前往田寮區、內門區/旗山區交界地帶、旗山區、美濃區、六龜區南部，並止於省道台27線路口。
區道高12線是下坑至阿蓮的道路。

## 學校
- 阿蓮國中
- 阿蓮國小